# Oxalobacter
L'Oxalobacter è un genere di batteri della famiglia delle Oxalobacteraceae. Le sue specie sono chemioorganotrofe e strettamente anaerobiche. Si trovano nel rumine degli animali e nelle feci di animali tra cui gli umani. Alcuni si trovano anche nel mare e possono essere isolati dall'acqua dolce.